# Astragalus dalaiensis
Astragalus dalaiensis es una especie de planta del género Astragalus, de la familia de las leguminosas, orden Fabales.

## Distribución
Astragalus dalaiensis se distribuye por China (Nei Mongol).

## Taxonomía
Fue descrita científicamente por Kitag. Fue publicada en J. Jap. Bot. 22: 172 (1948).